# 長崎県医師会

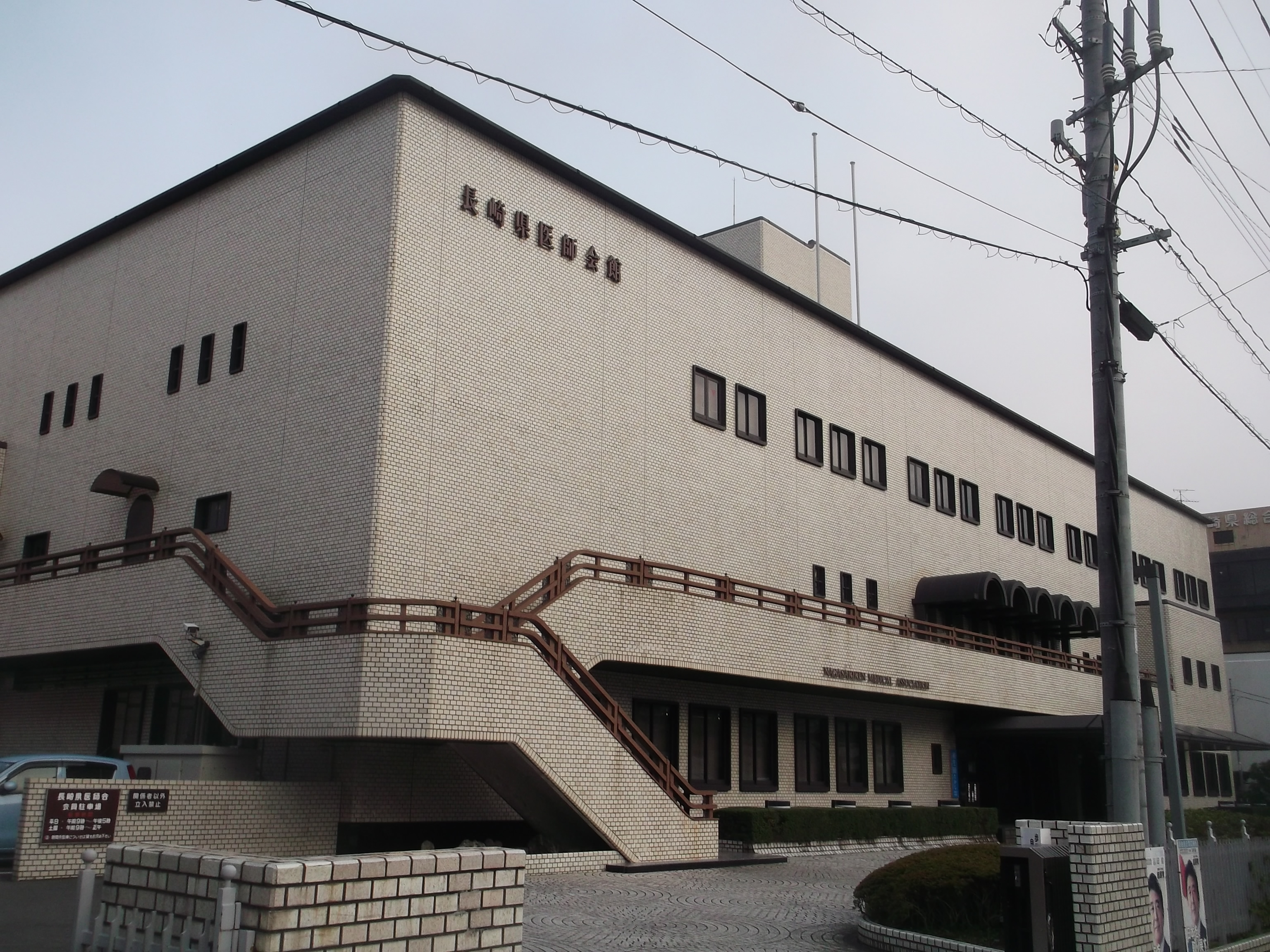
長崎県医師会の入る長崎県医師会館

一般社団法人長崎県医師会（いっぱんしゃだんほうじんながさきけんいしかい、英称：Nagasaki Medical Association）は、長崎県の医師を会員とする法人。

## 本部所在地
長崎県長崎市茂里町3-27 

## 役員
- 会長　蒔本恭
- 副会長　赤司文廣
- 副会長　髙原　晶
- 常任理事　森崎正幸、上戸穂高、釣船崇仁、牟田幹久、木下郁夫、長谷川　宏、星子淨水、天本俊太（2012.6現在）

## 郡市医師会
- 長崎市医師会　　会長　奥　保彦
- 佐世保市医師会　会長　久保次郎
- 諌早医師会　　　会長　佐藤光治
- 大村市医師会　　会長　小尾重厚
- 島原市医師会　　会長　小島　進
- 平戸市医師会　　会長　柿添圭嗣
- 五島医師会　　　会長　浦　繁郎
- 東彼杵郡医師会　会長　宮田　進
- 西彼杵医師会　　会長　古賀庸之
- 南高医師会　　　会長　馬場惠介
- 北松浦医師会　　会長　押渕英展
- 壱岐医師会　　　会長　江田邦夫
- 対馬市医師会　　会長　主藤久次
- 長崎大学医師会　会長　松山俊文